# 3827-es mellékút (Magyarország)
A 3827-es számú mellékút egy csaknem 30 kilométeres hosszúságú, négy számjegyű mellékút Szabolcs-Szatmár-Bereg vármegye északnyugati részén; Nyírbogdányt köti össze Dombráddal, illetve egy tiszai komp révén a folyó túlsó partján, a Borsod-Abaúj-Zemplén vármegyei Bodrogközben fekvő Cigánddal. Eredetileg nyilvánvalóan a mai 381-es főút elődjébe beletorkollva érhetett véget –, de utolsó, jobb parti szakasza, egy rövid kivételtől eltekintve  mára elvesztette e mellékúti besorolását.

## Nyomvonala
Nyírbogdány belterületének nyugati széle közelében ágazik ki a 3836-os főútból, északi irányban, Fő utca néven. Mintegy másfél kilométer megtétele után a neve Dózsa utcára változik, s ott egyben nyugatabbnak is fordul; így éri el a belterület északnyugati szélét, nagyjából 2,6 kilométer után. Ott beletorkollik délnyugat felől a 3823-as út Tiszabercel-Kótaj irányából; ugyanott az út egészen északnak fordul.
A 3+850-es kilométerszelvénye táján kiágazik belőle északnyugati irányban a 38 316-os számú mellékút – ez Nyírbogdány Gyártelep nevű, különálló településrészének főutcája, és ez szolgálja ki a Budapest–Záhony-vasútvonal Nyírbogdány vasútállomását is –, majd a belterület keleti szélét követi. Majdnem pontosan az ötödik kilométerénél jár, amikor keresztezi a vasút vágányait – nyílt vonali szakaszon –, ami után északnyugati irányt vesz.
Körülbelül a hatodik kilométerénél lép át Kék határai közé, majd 7,2 kilométer megtételét követően egy elágazáshoz ér: észak felől a 3826-os út torkollik bele, melynek folytatásaként dél felé egy számozatlan önkormányzati út ágazik ki belőle, a vasút Kék megállóhelyének kiszolgálására.
8,1 kilométer után az út már Demecser területén jár, a belterületet nagyjából 9,6 kilométer után éri el, a Bogdányi út nevet felvéve, majd nem sokkal arrébb, még a belterület délnyugati részén átszeli a Lónyai-főcsatorna folyását. A települési neve ezután egy darabig Hunyadi út, majd Boldogasszony tér, a 10+750-es kilométerszelvénye táján pedig kiágazik belőle északnyugat felé a 38 138-as számú mellékút, mely Demecser északnyugati fekvésű külterületi településrészei közé vezet.
Demecser központi részei közé érve a Kossuth Lajos utca nevet veszi fel, és alig 400 méter után újabb elágazása következik: ott a 3831-es út ágazik ki belőle délnek, Székely irányában. Hamarosan már Szabolcs vezér utca a neve, így halad a 11+750-es kilométerszelvénye közelében is, ahol kiágazik belőle délnyugatnak a Budapest–Záhony-vasútvonal Demecser vasútállomását kiszolgáló 38 318-as számú mellékút. Onnan északkeleti irányban folytatódik a belterület keleti széléig, a vágányok közelében, s még mielőtt elhagyná a várost, még egy elágazása van: kevéssel a 13. kilométere előtt a 3833-as út lép ki belőle délkeletnek, Berkesz felé.
A legutóbbi elágazást elhagyva már Gégény határvonalán, kicsivel arrébb pedig már e község területén halad; a belterületet 14,4 kilométer után éri el, ott Rákóczi utca lesz a neve, s szinte egyből északnak fordul. Az irányváltásnál kiágazik belőle dél felé a 38 319-es számú mellékút, ez a vasút Gégény megállóhelyéig vezet. A falu északi részén már a Dombrádi út nevet viseli, így hagyja maga mögött a belterület északi szélét is, 16,7 kilométer megtételét követően. A 20. kilokétere táján elhalad Gégény Tölgyestanya nevű, külterületi településrésze mellett, majd bő fél kilométerrel arrébb átszeli a Belfőcsatorna folyását és ugyanott dombrádi területre lép.
Dombrád belterületének déli szélét 23,7 kilométer után éri el, ahol az Andrássy utca nevet veszi fel; így keresztezi, a 25+350-es kilométerszelvénye közelében, a kisváros központjának délnyugati részén a Rétköz talán legfontosabb feltáró útjának nevezhető 3834-es utat. Onnan változatlan néven és irányban húzódik tovább, rövidesen keresztezi a Nyírvidéki Kisvasút 119-es számú (már 2009 körül leállított) dombrádi vonalának nyomvonalát, 26,3 kilométer után pedig egy közel derékszögű irányváltással nyugatnak fordul és Thököly utca lesz a települési neve.
Hozzávetőlegesen 26,7 kilométer megtétele után kilép Dombrád lakott területei közül, s mintegy fél kilométerrel arrébb még egy elágazása következik: tovább egyenesen nyugat felé a 38 137-es számú mellékút indul, Kistiszahát városrész felé, míg a 3827-es út észak-északnyugat felé veszi az irányt, Dombrád Tisza-menti üdülőtelepét kiszolgálva. Komppal átszeli a folyót és néhány méteren keresztül még a túlsó parton is folytatódik a kilométer-számozása, Cigánd határai közt. Régebben valószínűleg Cigánd belterületének keleti részén ért véget, a mai 381-es főút elődjébe beletorkollva, de utolsó, mintegy 2,5 kilométeres szakaszát ismeretlen időben önkormányzati úttá sorolták vissza.
Teljes hossza, az országos közutak térképes nyilvántartását szolgáló kira.kozut.hu adatbázisa szerint 29,031 kilométer.

## Története

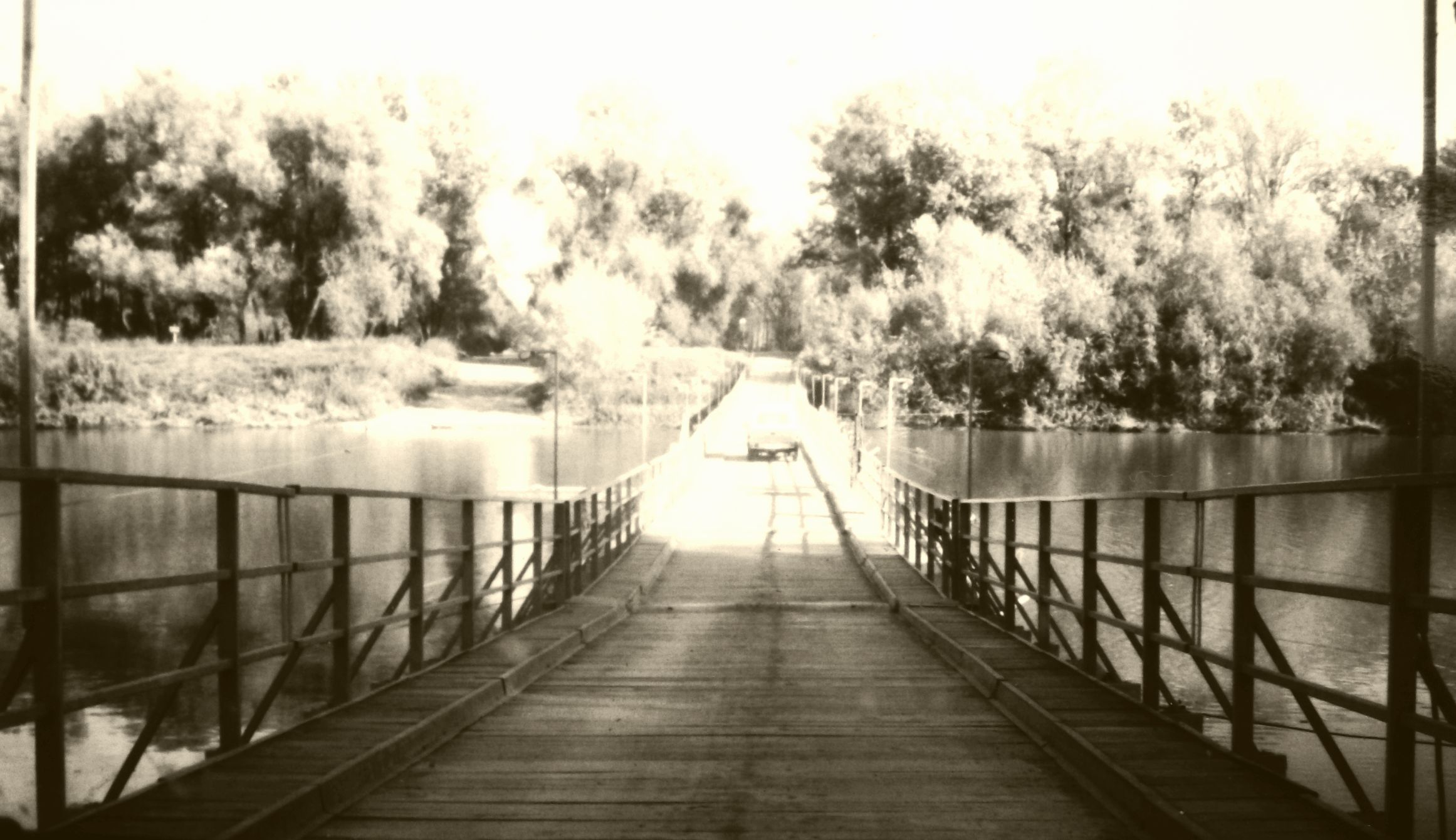
Pontonhíd Dombrád és Cigánd között (1994)

Dombrád és Cigánd között már egy 1784-es adat szerint is közlekedett komp, s ez az átkelési lehetőség később is megmaradt, egészen 1994-ig, sőt hosszú időn át (1920 és 1944 között, majd 1952-től ugyancsak 1994-ig), évente tavasztól őszig pontonhíd is összekötötte a két települést. 1994-ben aztán mindkettőt megszüntették, a néhány kilométerrel feljebb épült II. Rákóczi Ferenc Tisza-híd átadását követően. 2017. május 26-tól azonban újra közlekedik komp Cigándnál a Tiszán, ezáltal 22 év kihagyás után ez az út is újra át tudja szelni a folyót. Az nem ismert, hogy a kilométer-számozása miért csak a cigándi kompkikötő térségéig tart és nem Cigánd központjáig, illetve ha korábban addig tartott (ami igen valószínű), mikor és miért minősítették vissza azt a szakaszát számozatlan önkormányzati úttá.

## Települések az út mentén
- Nyírbogdány
- Kék
- Demecser
- Gégény
- Dombrád
- (Cigánd)